# Lewis Ranieri

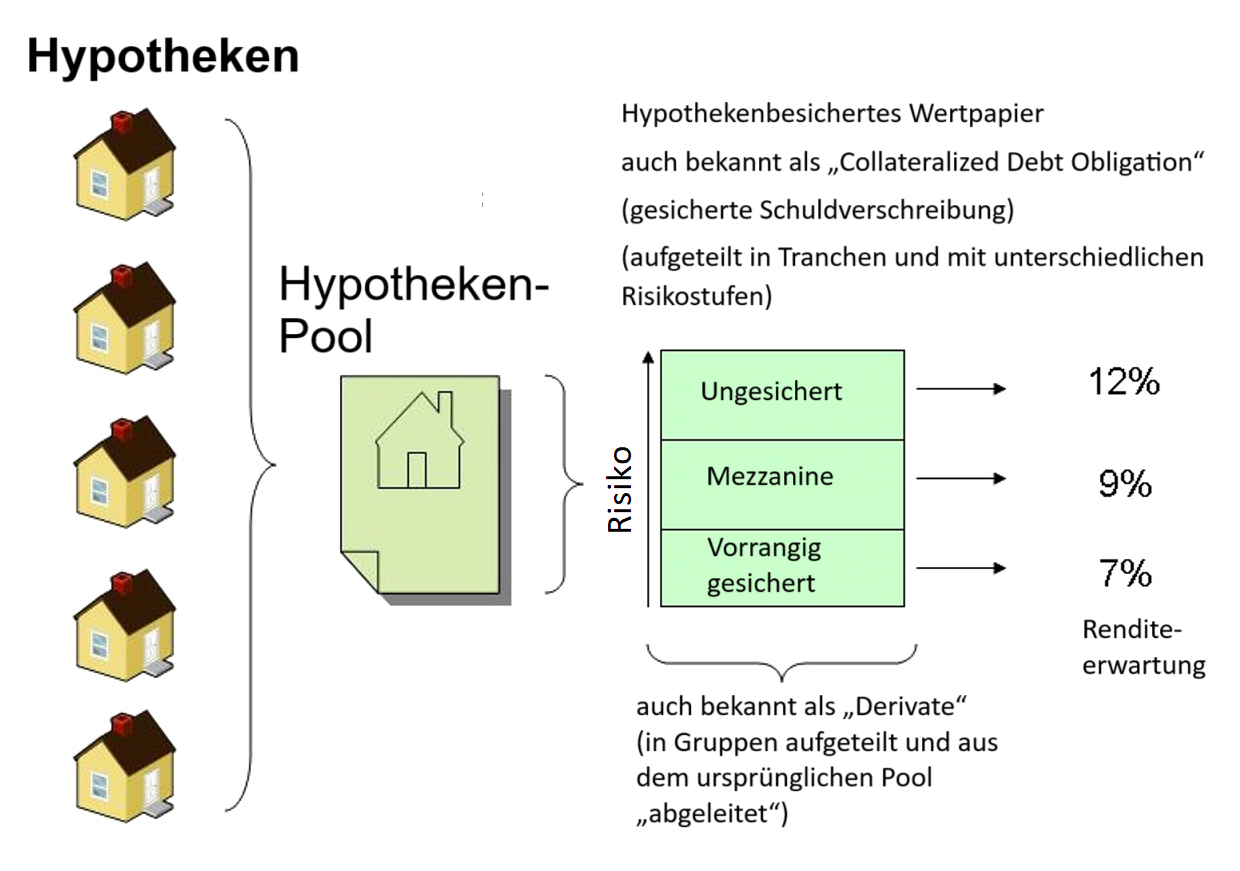
Struktur hypothekenbesicherter Wertpapiere

Lewis S. Ranieri (* 1947 in Brooklyn) ist ein ehemaliger Anleihenhändler sowie Gründungspartner und Vorsitzender von Ranieri Partners, einer Immobilienfirma. Er gilt als Erfinder der hypothekenbesicherten Wertpapiere zusammen mit Anthony J. Nocella, dem ehemaligen CEO der Franklin Bank. Obwohl er 2004 von BusinessWeek als „einer der größten Innovatoren der letzten 75 Jahre“ bezeichnet wurde, geriet er später wegen der Rolle dieser Wertpapiere in der Subprime-Hypothekenkrise und der daraus resultierenden Weltfinanzkrise 2007–2008 stark in die Kritik.

## Jugend und Ausbildung
Lewis Ranieri wurde 1947 in Brooklyn, New York, geboren. Ranieri wollte eigentlich Koch werden, stellte aber fest, dass er wegen seines Asthmas nicht in rauchigen Küchen arbeiten konnte. Er begann ein Studium an der St. John’s University, das er jedoch vorzeitig abbrach. Später kehrte Ranieri an die Hochschule zurück und schloss 1986 mit einem Bachelor of Arts in Englisch ab. Im Jahr 1987 verlieh ihm die Universität St. John’s die Ehrendoktorwürde der Rechtswissenschaften.

## Karriere
1968 nahm Ranieri einen Teilzeitjob in der Poststelle von Salomon Brothers an und arbeitete sich bis zum Vizepräsidenten hoch. Ende der 1970er Jahre wechselte Ranieri in die neue Hypothekenabteilung von Salomon Brothers. Dort war er an der Entwicklung der innovativen Praxis der Verbriefung – ein Wort, das er angeblich geprägt hat – beteiligt. Laut BusinessWeek bestand Ranieris Aufgabe 1977, als die hypothekenbesicherten Wertpapiere (englisch Mortgage-backed Securitues, MBS) eingeführt wurden, darin, diese Anleihen zu verkaufen. Das Konzept der hypothekenbesicherten Wertpapiere basiert auf der Übertragung von Kreditforderungspaketen von einem Finanzinstitut an Großinvestoren. Dies erleichtert die Vergabe neuer Kredite durch das Finanzinstitut und ermöglicht es gleichzeitig potenziellen Hausbesitzern, leichter Kredite zu erhalten. Hypothekenbesicherte Wertpapiere galten als eine sichere Anlage für Investoren und entwickelten sich so zu einem Multi-Milliarden-Dollar-Geschäft.
Zu dieser Zeit erkannten nur 15 Bundesstaaten hypothekenbesicherten Wertpapiere als legale Investition an. Er schuf zudem den Markt für den Handel mit hypothekenbesicherten Wertpapieren und führte Lobbykämpfe, um rechtliche und steuerliche Hindernisse zu beseitigen. Ranieri erklärte, dass Hypotheken Mathematik sind und stellte Doktoranden ein, die besicherte Hypothekenanleihen entwickelten und Hypotheken in attraktivere Anleihen umwandelten.
Die US-amerikanischen Spar- und Darlehenskassen (englisch Savings and Loan Associations, S&Ls) waren 1981 durch die hohe Inflation und die hohen Zinssätze der Federal Reserve unter dem Vorsitzenden Paul Volcker stark angeschlagen, aber der Kongress der Vereinigten Staaten erlaubte den Spar- und Darlehenskassen, einen Teil ihrer Verluste zu verbergen, indem sie Vermögenswerte aus ihren Büchern auslagerten.
Ranieri kaufte Hypotheken von einer Spar- und Darlehenskasse und verkaufte sie an eine andere, wodurch die Wall Street in den Markt für Hypotheken auf Wohnimmobilien einsteigen konnte und von den Spreads profitierte. Er überzeugte Freddie Mac, eine staatlich geförderte, börsennotierte Hypothekenbank, eine Transaktion zu unterstützen, bei der ältere Kredite von Perpetual Savings, einer in Schwierigkeiten geratenen Spar- und Darlehenskasse im Großraum Washington, D.C., gebündelt wurden. Institutionelle Investoren wurden jedoch erst auf den Markt aufmerksam, als er und Larry Fink von First Boston 1983 die gesicherte Hypothekenanleihe (englisch Collateralized Mortgage Obligation, CMO) schufen.
1984 verabschiedete der Kongress den Secondary Mortgage Market Enhancement Act (SMMEA), ein Gesetz des Kongresses, mit dem die Marktfähigkeit von hypothekenbesicherten Wertpapieren verbessert werden sollte, und hob damit das bisherige Verbot für Privatbanken auf, hypothekenbesicherte Wertpapiere ohne staatliche Garantie zu verkaufen. Damit wurden auch die nationalen „Blue Sky“-Gesetze aufgehoben, die von Investmentbanken verlangten, sich vor dem Verkauf von Hypothekenpapieren bei mehreren Bundesstaaten registrieren zu lassen. Darüber hinaus konnten institutionelle Anleger hypothekenbesicherte Wertpapiere erwerben, wenn diese von einer national anerkannten Nationally Recognized Statistical Rating Organization ein hohes Rating erhielten, so dass diese Anleger ihre Due-Diligence-Prüfung an diese Agenturen auslagern konnten. Ranieri nahm an der Zeremonie teil, bei der Präsident Ronald Reagan das SMMEA unterzeichnete.
Ranieri sicherte auch eine Steuerbefreiung für Hypothekenpools zu, die von einer Real-Estate-Mortgage-Investment-Conduit (REMIC), eine Gesellschaft, die einen festen Pool von Hypotheken hält und verschiedene Anteilsklassen an Investoren ausgibt, gehalten wurden. Der Markt für hypothekenbesicherten Wertpapiere, der durch das Steuerreformgesetz von 1986 legalisiert wurde, erreichte 1986 ein Volumen von 150 Milliarden Dollar. Salomon Brothers entließ Ranieri jedoch 1987, was einige als Opfer seines eigenen Erfolgs bezeichneten, da seine ehemaligen Händler in vielen Investmentbanken an der Wall Street beschäftigt waren.
Ranieri gründete 1988 die Investmentfirma Hyperion Partners. 2001 verkauften Ranieri und seine Partner bei Hyperion die Bank United of Texas, die sie Ende der 1980er Jahre erworben hatten. Unter Ranieris Führung als Vorstandsvorsitzender entwickelte sich die Bank United von einer gescheiterten Spar- und Darlehenskasse zu einer erfolgreichen Regionalbank mit einem Vermögen von 18 Milliarden Dollar zum Zeitpunkt des Verkaufs.

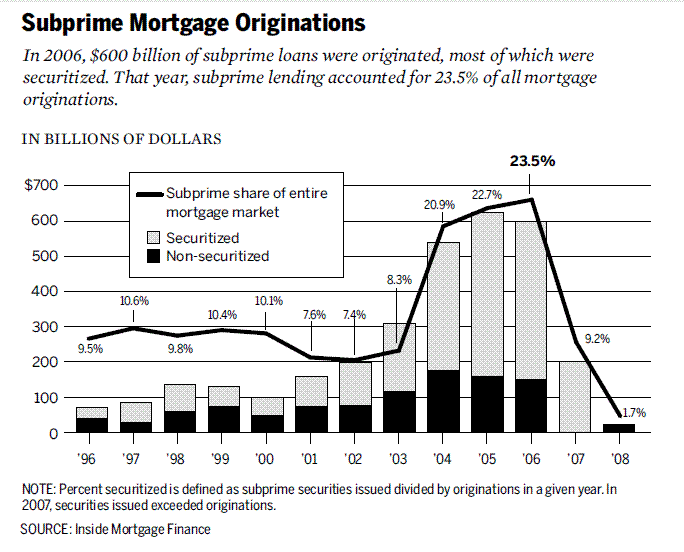
In den Jahren 2004–2006 wurde besonders viele Kredite an Schuldner mit geringer Bonität vergeben. Etwa 22 % aller Hypothekenredite waren Subprime-Kredite. Der größte Teil der Subprime-Kredite wurde verbrieft.

Als hypothekenbesicherte Wertpapiere wegen ihrer Rolle in der Subprime-Krise, der US-Immobilienblase und der Finanzkrise 2007–2010 in die Kritik gerieten, nahmen Kritiker Ranieri ins Visier. Time bezeichnete ihn als einen der Mitverursacher der Finanzkrise. Im März 2007, als noch unklar war, ob die exzessive Hebelung von Subprime-Hypotheken zu einer Finanzkrise führen könnte, sagte Ranieri: „Ich glaube, [das Risiko] ist beherrschbar. Ich glaube nicht, dass es zu einer Katastrophe kommen wird.“ Im selben Jahr gründete er Selene Finance LP, einen Hypothekendienstleister, der Zwangsvollstreckungen verhindern sollte.
Ranieri äußerte sich 2009 in einem Interview zu dieser Situation. Es wäre nicht das Konzept der Verbriefung, das das Problem verursacht hatte, argumentierte Ranieri, sondern er beschuldigte die Wall Street, die Verbriefung missbraucht zu haben, um Hypothekenprodukte zu schaffen, die sich die Hausbesitzer auf lange Sicht nicht leisten konnten. In demselben Interview erläuterte Ranieri auch die laufenden Bemühungen seines Unternehmens, den US-Wohnungsmarkt zu sanieren, indem es notleidende Hypotheken aufkauft, mit den ursprünglichen Hausbesitzern zusammenarbeitet, um regelmäßige Zahlungen zu erreichen, und dann die neu stabilisierten Kredite verkauft.

## Philanthropie
Im Jahr 2005 wurde Ranieri vom römisch-katholischen Bischof William Murphy der Diözese Rockville Centre beauftragt, die Tomorrow's Hope Foundation zu gründen, eine gemeinnützige Organisation, die katholische Grund- und weiterführende Schulen in der Diözese unterstützt. Ranieri ist weiterhin Präsident der Stiftung.

## Auszeichnungen
Ranieri erhielt 2005 den Distinguished Industry Service Award des American Securitization Forum und ist seit 1989 Mitglied des National Association of Home Builders Mortgage Roundtable. Ranieri wurde außerdem in die National Housing Hall of Fame aufgenommen und erhielt den Lifetime Achievement Award der Fixed Income Analysts Society. Im Jahr 2012 verlieh ihm die St. John’s University den Spirit of Service Award für seine Arbeit mit der Tomorrow’s Hope Foundation und sein Engagement für andere.
Ranieri wird von dem Schauspieler Rudy Eisenzopf zu Beginn des Films The Big Short nach dem gleichnamigen Buch von Michael Lewis porträtiert, der von den Ereignisse im Vorfeld der Immobilienkrise 2007–2008 handelt.